# Гринішак Лука Михайлович
Лука Михайлович Гринішак (псевдо: «Довбуш», «СД-5», «156»; нар. 1917, с. Зелена, нині Надвірнянський район, Івано-Франківська область — пом. 13 вересня 1956, м. Києві) — український військовик, сотник УПА, командир куреня «Бескид» ВО-4 «Говерла», Надвірнянський надрайонний референт СБ ОУНР (1948—1951).
Лицар Бронзового Хреста бойової заслуги.

## Життєпис
Лука Гринішак народився у 1917 році в селі Зелена, нині Надвірнянський район, Івано-Франківська область. Був членом товариства «Просвіта», засновником товариства «Січ» в рідному селі. У 1937 році одружився з Ганною (до шлюбу Дирда). У 1939 році переходить на Закарпаття, де бере участь у боях з угорцями в лавах Карпатської Січі.

Боївка СБ «Довбуша». Зліва направо: стр. «Тигр», стр. «Лис», рой. «Довбуш», рой. «Хитрий», стр. «Воробець», стр. «Щиглик». Сидять: невід., стр. «Білий», невід., 13 липня 1947 р.

У 1942 році вступає в ОУНР. Станичний ОУН у рідному селі в 1942 році. У 1942—1944 роках працював секретарем сільської ґміни в селі Зелена.
З 1943 року надрайонний провідник ОУН Надвірнянського надрайону, що включав у себе Надвірнянський, Солотвинський та Ланчинський райони. На цьому посту він замінив Дмитра Черева-«Променя» (1943—1949 рр.)
Боївкою СБ було здійснено напад на лікарню в Надвірній із метою звільнення Ганни Попович-«Ружі».
У 1943 — травні 1944 року Лука Гринішак організаційний референт Надвірнянського повітового проводу ОУНР. У травні 1944 року переходить в УПА. Чотовий сотні «Верховинці» командира «Іскри» групи «Чорний Ліс».

### Перший полон і втеча
З пояснювальної довідки відділу 2-Н УМДБ по Станіславській області до захоплених документів ліквідованого в лютому 1952 року референта пропаганди Карпатського крайового проводу ОУН М. В. Дяченка («Гомін») відомо:
| «Довбуш»-Гринішак Лука Михайлович, 1918 р. н., керівник СБ Надвірнянського надрайонного проводу ОУН, захоплений 15 вересня 1951 року. 3 січня 1952 р. при проведенні чекістсько-військової операції здійснив втечу і знову перейшов на нелегальне становище. |
Після втечі Гринішак входив до найближчого оточення одного з останніх великих керівників збройного підпілля ОУН Миколи Твердохліба («Грім») — командира ВО-4 «Говерла». Разом вони провели осінньо-зимовий період 1953—1954 років у бункері в важкодоступній місцевості Карпат.

### Другий полон і загибель

Л. Гринішак-Довбуш (5-й зліва) з Яремчанською боївкою СБ, 1950 р.

У травні 1954 року Гринішак був відправлений Твердохлібом для відновлення зв'язків з ОУНівським підпіллям, а 15 травня 1954 року розвідувально-пошуковою групою в кількості 10 осіб під командою оперуповноваженого УКДБ Станіславської області майора Ганженка і старшого групи старшого лейтенанта ВВ Жижина, в ході пошуку поблизу с. Стримба «Довбуш» був схоплений (Довбуша підступно схопили у с. Лоєва). Остерігаючись засідки, він запитав господиню обійстя, де мала відбутися зустріч, чи не планується провокація. Жінка, котра нічого не знала про розроблену совітами операцію, відповіла, що прийдуть надійні люди. Однак сталося по-іншому: троє зрадників після короткої сутички зв'язали «Довбуша» і передали в руки чекістів. Шокована такою підступністю, господиня в розпачі кинулася в криницю і загинула.
Захоплення Л. Гринішака призвело до ліквідації колишнього командира військового округу ВО-4 «Говерла» групи УПА-Захід в 1944—1949 рр., керівника Карпатського крайового проводу ОУН з 1947 року і одночасно крайового референта СБ М. Д. Твердохліба («Грім»). Реалізуючи свідчення Гринішака, 17 травня 1954 року була проведена чекістсько-військова операція. У ході пошуку, військовослужбовці 7 команди 17 загону ВО МВС виявили на схилі гори Березовачка поблизу с. Зелена бункер, в якому переховувався «Грім». Блокувавши бункер, йому тричі запропонували здатися, проте той чинив збройний опір. Незважаючи на оперативну цінність захоплення бандерівця такого рівня, після 11-годинної блокади бункера, в цілях запобігання спроби нічного прориву, було вирішено нікого не брати живим. Бункер, в якому знаходився Твердохліб, його дружина Ольга Герасимович, Ганна Попович («Ружа»), закидали осколковими гранатами. Ганна Попович була поранена і залишилася живою.
14—16 лютого 1956 року у Станіславові пройшов відкритий суд над учасниками збройного підпілля ОУН, на якому Л. Гринішак («Довбуш») був засуджений до найвищої міри покарання; Михайлу Зеленчуку («Деркач»), Ярославу Обрубанському («Ярковий») і Дмитру Верхоляку («Дуб») найвища міра покарання була замінена на 25 років ВТТ. П'ятеро інших підсудних — Степан Іванків («Остап»), М. Венгрин («Байда»), Ганна Попович («Ружа»), дружина Д. Верхоляка Катерина Яцків (Яско) та І. Дзебчук — були засуджені до різних термінів ув'язнення.
13 вересня 1956 року в Києві Л. Гринішак-«Довбуш» був розстріляний.

## Нагороди
- Згідно з Виказом відзначених УПА-Захід від 1.09.1946 р. хорунжий УПА, командир куреня «Бескид» Лука Гринішак — «Довбуш 1» нагороджений Бронзовим хрестом бойової заслуги УПА.

## Вшанування пам'яті
- 21.11.2017 р. від імені Координаційної ради з вшанування пам’яті нагороджених Лицарів ОУН і УПА у с. Зелена Надвірнянського р-ну Івано-Франківської обл. Бронзовий хрест бойової заслуги УПА (№ 028) переданий Івану Клюшті, онуку Луки Гринішака — «Довбуша 1».